# Sisu A2045
Sisu A2045 HMTV (High Mobility Terrain Vehicle) — це стандартна тактична вантажівка середнього розміру у Фінляндії, призначена для заміни старих легких вантажівок SISU A45 «Proto» у Силах оборони Фінляндії. У розмовній мові Sisu A2045 називається MAN-Sisu, маючи на увазі двигун, осі та інші елементарні деталі, що поставляються німецьким виробником вантажівок MAN Nutzfahrzeuge, офіційно MAN SE, колишня MAN AG. Для особистого перевезення на встановлених сидіннях можуть проїхати дванадцять осіб поза кабіною водія. Вантажівка за своєю вагою відноситься до транспортних засобів середньої прохідності.
Вантажівки використовуються для загального матеріально-технічного забезпечення та навчання строкової служби, а також для буксирування артилерійських знарядь, зенітної зброї та командних модулів.
Sisu A2045 є наступником Sisu A-45, Sisu AH-45 і Sisu KB-45. A2045 був представлений на виставці Security and Defense 2008 у Лахті, Фінляндія.

## Оператори
Фінляндія: Сили оборони Фінляндії замовили 232 позашляховики для поставки в 2009–2010 роках. Він також має можливість придбати додаткові 240 автомобілів після 2010 року.

## Зовнішні посилання
- Вікісховище має мультимедійні дані за темою: Sisu A2045
- Sisu A2045 gallery at Sisua.net
- Description of Sisu A2045 at Finnish Defence Forces website